# العلاقات الزيمبابوية الفيتنامية
العلاقات الزيمبابوية الفيتنامية هي العلاقات الثنائية التي تجمع بين زيمبابوي وفيتنام.

## مقارنة بين البلدين
هذه مقارنة عامة ومرجعية للدولتين:
| وجه المقارنة                                              | زيمبابوي | فيتنام           |
| --------------------------------------------------------- | --- | ---------------- |
| المساحة (كم2)                                             | 390.76 ألف | 331.69 ألف       |
| عدد السكان (نسمة)                                         | 16.53 مليون | 94.66 مليون      |
| الكثافة السكانية (ن./كم²)                                 | 42.3 | 285.39           |
| العاصمة                                                   | هراري | هانوي            |
| اللغة الرسمية                                             | لغة إنجليزية، اللغة الشونا، النديبيلية الشمالية ‏، لغة الشيشيوا، Barwe ‏، Kalanga language ‏، Tshwa language ‏، النداو ‏، اللغة التسونجا، لغة الإشارة الزيمبابوية ‏، اللغة السوتية، تونغا ‏، اللغة التسوانية، اللغة الفيندية، اللغة الكوسية | اللغة الفيتنامية |
| العملة                                                    | دولار أمريكي | دونغ فيتنامي     |
| الناتج المحلي الإجمالي (بليون دولار)                      | 17.85 مليار | 234.19 مليار     |
| الناتج المحلي الإجمالي (تعادل القوة الشرائية) بليون دولار | 27.88 مليار | 553.42 مليار     |
| الناتج المحلي الإجمالي الاسمي للفرد دولار أمريكي          | 924 | 2.48 ألف         |
| الناتج المحلي الإجمالي للفرد دولار أمريكي                 | 1.79 ألف | 5.63 ألف         |
| مؤشر التنمية البشرية                                      | 0.509 | 0.666            |
| رمز المكالمات الدولي                                      | +263 | +84              |
| رمز الإنترنت                                              | .zw | .vn              |
| المنطقة الزمنية                                           | ت ع م+02:00 | ت ع م+07:00      |

## منظمات دولية مشتركة
يشترك البلدان في عضوية مجموعة من المنظمات الدولية، منها:
| علم المنظمة | اسم المنظمة                        | تاريخ انضمام زيمبابوي | تاريخ انضمام فيتنام |
| ----------- | ---------------------------------- | --------------------- | ------------------- |
|             | مؤسسة التنمية الدولية              | 29 سبتمبر 1980        | 24 سبتمبر 1960      |
|             | الأمم المتحدة                      | 25 أغسطس 1980         | 20 سبتمبر 1977      |
|             | منظمة التجارة العالمية             | ?                     | 11 يناير 2007       |
|             | منظمة الشرطة الجنائية الدولية      | ?                     | ?                   |
|             | الاتحاد الدولي للاتصالات           | 10 فبراير 1981        | 24 سبتمبر 1951      |
|             | الفريق المعني برصد الأرض           | ?                     | ?                   |
|             | البنك الدولي للإنشاء والتعمير      | 29 سبتمبر 1980        | 21 سبتمبر 1956      |
|             | الاتحاد البريدي العالمي            | ?                     | ?                   |
|             | منظمة حظر الأسلحة الكيميائية       | ?                     | ?                   |
|             | مؤسسة التمويل الدولية              | 29 سبتمبر 1980        | 4 أغسطس 1967        |
|             | وكالة ضمان الاستثمار متعدد الأطراف | 10 أبريل 1992         | 5 أكتوبر 1994       |
|             | يونسكو                             | 22 سبتمبر 1980        | 6 يوليو 1951        |

## وصلات خارجية
- موقع وزارة الخارجية الزيمبابوية
- موقع وزارة الخارجية الفيتنامية